# Liste de peintures de Charles André van Loo
Cette page fournit une liste chronologique de tableaux du peintre français Charles André van Loo, dit Carle van Loo (1705-1765)

## Les Débuts
| Tableau | Type                     | Titre                                                   | Date                | Technique                | Dimensions    | Référence             | Lieu de conservation                              |
| ------- | ------------------------ | ------------------------------------------------------- | ------------------- | ------------------------ | ------------- | --------------------- | ------------------------------------------------- |
|         | Peinture religieuse      | Le Sacrifice de Manué                                   | 1721                | esquisse huile sur toile | 53 × 65 cm    | Base Joconde          | musée des beaux-arts de Tours                     |
|         | Peinture religieuse      | Le Bon Samaritain                                       | 1723                | esquisse huile sur toile | 110 × 105 cm  |                       | Montpellier, musée Fabre                          |
|         | Peinture religieuse      | Jacob purifiant sa demeure avant son départ pour Béthel | 1724 (Prix de Rome) |                          |               |                       | non localisé.                                     |
|         | Peinture religieuse      | La Présentation de Jésus au Temple                      | 1725                | huile sur toile          |               |                       | Primatiale Saint-Jean de Lyon                     |
|         | Portraits                | Marie Leszczynska                                       | vers 1725           | huile sur toile          | 81 × 66 cm    | Collection du château | château de Versailles                             |
|         | Mythologie et allégories | La Glorification de saint Isidore                       | 1729                | huile sur toile          | 110 × 105 cm  | Musée                 | Paris, musée du Louvre                            |
|         | Peinture religieuse      | La Présentation de Jésus au Temple                      | 1725                | huile sur toile          |               |                       | Rome, Église Sant'Isidoro a Capo le Case          |
|         | Mythologie et allégories | Enée portant Anchise                                    | 1729                | huile sur toile          | 110 × 105 cm  | Base Joconde          | Paris, musée du Louvre                            |
|         | Mythologie et allégories | Enée portant son père Anchise                           |                     | huile sur toile          | 138 × 98 cm   | Base Joconde          | Versailles, musée Lambinet                        |
|         | Mythologie et allégories | Énée sauvant son père du feu à Troie                    |                     | huile sur toile          | 126 × 97 cm   |                       | Nationalmuseum, Stockholm                         |
|         | Peinture religieuse      | Sainte Marthe domptant la Tarasque                      | 1730                | huile sur toile          | 230 × 140 cm  | Base Palissy          | Église Sainte-Marthe de Tarascon                  |
|         | Peinture religieuse      | Mort de Saint François                                  | 1730                | huile sur toile          | 127,5 × 97 cm | Base Palissy          | Église Sainte-Marthe de Tarascon                  |
|         | Mythologie et allégories | Thésée vainqueur du taureau de Marathon                 | 1732-1734           | huile sur toile          | 114 × 220 cm  | Musée                 | Musée des beaux-arts et d'archéologie de Besançon |
|         | Mythologie et allégories | Thésée domptant le taureau de Marathon                  | vers 1730           | huile sur toile          | 66 × 147 cm   | Musée                 | musée d'art du comté de Los Angeles               |
|         | Mythologie et allégories | Mars et Vénus                                           | 1732                | huile sur toile          | Décor         |                       | Paris, Hôtel de Soubise                           |
|         | Mythologie et allégories | Vénus à sa toilette                                     | 1732                | huile sur toile          | Décor         | Utpictura 18          | Paris, Hôtel de Soubise                           |

## Les Honneurs
| Tableau | Type                     | Titre                                                     | Date               | Technique                       | Dimensions   | Référence             | Lieu de conservation                         |
| ------- | ------------------------ | --------------------------------------------------------- | ------------------ | ------------------------------- | ------------ | --------------------- | -------------------------------------------- |
|         | Mythologie et allégories | Apollon faisant écorcher Marsyas                          | 1735               | huile sur toile                 | 66 × 147 cm  | Utpictura 18          | Paris École des Beaux-Arts                   |
|         | Mythologie et allégories | Persée et Andromède                                       | 1735-1740          | huile sur toile                 | 72 × 91 cm   | Musée                 | Saint-Pétersbourg, Musée de l'Ermitage       |
|         | Scènes de genre          | La Chasse à l'Ours                                        | 1736               | huile sur toile                 | 184 × 129 cm | Rmn                   | Amiens, musée de Picardie                    |
|         | Mythologie et allégories | Junon                                                     | 1736               | huile sur toile                 | 132 × 141 cm | Musée                 | musée des beaux-arts Pouchkine, Moscou       |
|         | Scènes de genre          | Pacha faisant peindre sa maîtresse                        | 1737               | huile sur toile                 | 66 × 76 cm   | Musée                 | Richmond, Musée des beaux-arts de Virginie   |
|         | Scènes de genre          | Le Grand Turc donnant un concert à sa maîtresse           | 1737               | huile sur toile                 | 72 × 91 cm   | Musée                 | Londres, Wallace Collection                  |
|         | Scènes de genre          | Halte de chasse                                           | 1737               | huile sur toile                 | 220 × 250 cm | Base Joconde          | Paris, musée du Louvre                       |
|         | Scènes de genre          | Halte de chasse                                           | vers 1737          | huile sur toile                 | 59 × 49 cm   | Musée                 | New York, Metropolitan Museum of Art         |
|         | Scènes de genre          | La Chasse à l'Autruche                                    | 1738               | huile sur toile                 |              |                       | Amiens, musée de Picardie                    |
|         | Peinture religieuse      | Vierge à l'Enfant                                         | 1738               | huile sur toile                 | 72 × 91 cm   | Musée                 | Musée des beaux-arts de Rouen                |
|         | Scène de genre           | Porus vaincu par Alexandre esquisse                       | vers 1738          | huile sur toile                 | 61 × 85 cm   | Base Joconde          | Marseille, musée Cantini                     |
|         | Scène de genre           | La Victoire d'Alexandre contre Porus                      | vers 1738          | huile sur toile                 | 66 × 91 cm   | Musée                 | musée d'art du comté de Los Angeles          |
|         | Mythologie et allégories | Pomone                                                    | 1739               | huile sur toile                 |              | Musée                 | musée des Beaux-Arts de Chartres             |
|         | Peinture religieuse      | L'Adoration des mages                                     | vers 1739          | huile sur toile                 | 81 × 48 cm   | Musée                 | musée des beaux-arts de Dijon                |
|         | Mythologie et allégories | Naïade                                                    | vers 1740          | huile sur toile                 | 146 × 116 cm | Musée                 | Nationalmuseum, Stockholm                    |
|         | Mythologie et allégories | Dieu du fleuve                                            | vers 1740          | huile sur toile                 | 144 × 113 cm | Musée                 | Nationalmuseum, Stockholm                    |
|         | Portraits                | Portrait de Christine Van Loo                             | vers 1740          | huile sur toile                 | 79 × 64 cm   | Base Joconde          | musée d'art Roger-Quilliot, Clermont-Ferrand |
|         | Peinture religieuse      | Saint-André qui embrasse sa croix                         | avant 1741         | huile sur toile                 |              | Musée                 | musée des beaux-arts d'Angers                |
|         | Peinture religieuse      | La Condamnation de Saint-Denis                            | vers 1741          | huile sur toile                 | 195 × 114 cm | Musée                 | musée des beaux-arts de Dijon                |
|         | Peinture religieuse      | Saint Georges terrassant le Dragon                        | 1741               | huile sur toile                 | 195 × 114 cm | Musée                 | musée des beaux-arts de Dijon                |
|         | Peinture religieuse      | Saint Pierre guérissant un boiteux                        | 1742               | huile sur toile                 | 81 × 48 cm   | Utpictura 18          | Paris, Église Saint-Louis-en-l'Île           |
|         | Peinture religieuse      | Saint Charles Borromée donnant la communion aux lépreux   | 1743               | huile sur toile                 | 81 × 48 cm   |                       | Cathédrale Notre-Dame de Paris               |
|         | Mythologie et allégories | L'Amour quittant Psyché                                   | 1745               | huile sur toile dessus de porte | 129 × 157 cm | Collection du château | château de Versailles                        |
|         | Mythologie et allégories | Psyché et l'Amour dans un char                            | 1745               | huile sur toile dessus de porte | 129 × 157 cm | Collection du château | château de Versailles                        |
|         | Mythologie et allégories | L'Asie                                                    | vers 1747          | huile sur toile                 | Décor        |                       | Jérusalem, Musée d'Israël                    |
|         | Mythologie et allégories | Erigone                                                   | vers 1747          | huile sur toile                 | 39 × 31 in   | Musée                 | Atlanta, High Museum of Art                  |
|         | Mythologie et allégories | L'Ivresse de Silène                                       | 1747               | huile sur toile                 | 164 × 195 cm | Utpictura 18          | Musée des beaux-arts de Nancy                |
|         | Scènes de genre          | Une sultane prenant le café que lui présente une négresse | 1747 Salon de 1755 | huile sur toile                 | 132 × 162 cm | Utpictura 18          | Paris, Musée des Arts décoratifs             |

## Rupture avec le style rococo
| Tableau | Type                     | Titre | Date      | Technique                                       | Dimensions   | Référence                   | Lieu de conservation                                   |
| ------- | ------------------------ | --- | --------- | ----------------------------------------------- | ------------ | --------------------------- | ------------------------------------------------------ |
|         | Peinture religieuse      | Étude pour Le Vœu de Louis XIII Cycle de la Vie de Saint Augustin                                                      | 1746      | huile sur toile                                 | 77 × 62 cm   | Catalogue d’exposition      | Musée Carnavalet, Paris                                |
|         | Peinture religieuse      | Le Vœu de Louis XIII ou Dédicace de l’église Notre-Dame-des-Victoires par Louis XIII Cycle de la Vie de Saint Augustin | 1746      | huile sur toile                                 |              | Utpictura 18                | Basilique Notre-Dame-des-Victoires de Paris            |
|         | Portraits                | Marie Leszczynska Reine de France (1703-1768)                                                                          | 1747      | huile sur toile                                 | 274 × 193 cm | Collection du château       | château de Versailles                                  |
|         | Peinture religieuse      | L’Agonie de Saint Augustin esquisse                                                                                    | 1748      | huile sur toile                                 | 77 × 72 cm   | Base Joconde                | musée des beaux-arts de Tours                          |
|         | Peinture religieuse      | L’Agonie de Saint Augustin Cycle de la Vie de Saint Augustin                                                           | 1748      | huile sur toile                                 |              | Utpictura 18                | Basilique Notre-Dame-des-Victoires de Paris            |
|         | Portraits                | Louis XV, Roi de France et de Navarre                                                                                  | 1748      | huile sur toile                                 | 279 × 195 cm | Collection du château       | château de Versailles                                  |
|         | Peinture religieuse      | La Translation des Reliques de Saint Augustin Cycle de la Vie de Saint Augustin                                        | 1748      | huile sur toile                                 |              | Utpictura 18                | Basilique Notre-Dame-des-Victoires de Paris            |
|         | Peinture religieuse      | La Résurrection | 1750      |                                                 |              | Ouvrage Cathédrale St Jean  | Cathédrale Saint-Jean de Besançon                      |
|         | Peinture religieuse      | L'Adoration des anges esquisse préparatoire                                                                            | 1750-1751 | huile sur toile                                 | 53 × 35 cm   | Base Joconde                | Amiens, musée de Picardie                              |
|         | Peinture religieuse      | L'Adoration des anges                                                                                                  | 1751      |                                                 |              | Journées du patrimoine 2018 | Musée des beaux-arts de Brest                          |
|         | Portraits                | Portrait de Louis XV                                                                                                   | ap. 1750  | huile sur toile                                 | 244 × 186 cm | Notice du musée             | musée des beaux-arts de Dijon                          |
|         | Portraits                | Louis XV roi de France (1710-1774)                                                                                     | 1751      | huile sur toile                                 | 271 × 195 cm | Collection du château       | château de Versailles                                  |
|         | Mythologie et allégories | La Guerre | 1751-1753 | huile sur bois                                  |              | Base Joconde                | salle du Conseil Château de Fontainebleau              |
|         | Mythologie et allégories | La Terre | 1751-1753 | huile sur bois                                  |              | Base Joconde                | salle du Conseil Château de Fontainebleau              |
|         | Mythologie et allégories | La Valeur | 1751-1753 | huile sur bois                                  |              | Base Joconde                | salle du Conseil Château de Fontainebleau              |
|         | Scènes de genre          | Sultane buvant du café pour le château de Bellevue                                                                     | vers 1752 | huile sur toile                                 | 120 × 127 cm | UtPictura 18                | Saint-Pétersbourg Musée de l'Ermitage                  |
|         | Mythologie et allégories | L'Architecture série de 4 tableaux                                                                                     | 1752-1753 | huile sur toile pour le Château de Bellevue     | 88 × 84 cm   | Musée                       | Musée des beaux-arts de San Francisco                  |
|         | Mythologie et allégories | La Musique série de 4 tableaux                                                                                         | 1752-1753 | huile sur toile pour le Château de Bellevue     | 88 × 84 cm   | Musée                       | Musée des beaux-arts de San Francisco                  |
|         | Mythologie et allégories | La Peinture série de 4 tableaux                                                                                        | 1752-1753 | huile sur toile pour le Château de Bellevue     | 88 × 84 cm   | Musée                       | Musée des beaux-arts de San Francisco                  |
|         | Mythologie et allégories | La Sculpture série de 4 tableaux                                                                                       | 1752-1753 | huile sur toile pour le Château de Bellevue     | 88 × 84 cm   | Musée                       | Musée des beaux-arts de San Francisco                  |
|         | Mythologie et allégories | Le Dieu de l'Amour emmène ses troupes à l'exercice                                                                     |           | huile sur toile                                 | 92 × 119 cm  | Archives Hampel             | Collection privée Vente Hampel 2009                    |
|         | Mythologie et allégories | Bélisaire mendiant aux portes de Rome                                                                                  | vers 1753 | huile sur toile                                 | 49 × 69 cm   | Catalogue Sotheby's         | Collection privée Vente Sotheby's 2016                 |
|         | Mythologie et allégories | Jupiter et Antiope | 1753      | huile sur bois                                  |              | UtPictura 18                | Saint-Pétersbourg Musée de l'Ermitage                  |
|         | Peinture religieuse      | La Dispute contre les Donatistes (La conférence de Carthage) Cycle de la Vie de Saint Augustin                         | 1753      | huile sur toile                                 |              | Utpictura 18                | Basilique Notre-Dame-des-Victoires de Paris            |
|         | Peinture religieuse      | Le Sacre de Saint Augustin Cycle de la Vie de Saint Augustin                                                           | 1754      | huile sur toile                                 |              | Utpictura 18                | Basilique Notre-Dame-des-Victoires de Paris            |
|         | Portraits                | Jeanne-Antoinette Poisson marquise de Pompadour en jardinière                                                          | 1754-1755 | huile sur toile                                 | 81 × 65 cm   | Collection du château       | château de Versailles                                  |
|         | Scène de genre           | Lecture espagnole pendant du Concert                                                                                   | 1754      | huile sur toile                                 | 164 × 129 cm | Utpictura 18                | Saint-Pétersbourg musée de l'Ermitage                  |
|         | Peinture religieuse      | Le Baptême de Saint Augustin Cycle de la Vie de Saint Augustin                                                         | 1755      | huile sur toile                                 |              | Utpictura 18                | Basilique Notre-Dame-des-Victoires de Paris            |
|         | Peinture religieuse      | La Prédication de Saint Augustin devant Valère, évêque d'Hippone Cycle de la Vie de Saint Augustin                     | 1755      | huile sur toile                                 |              | Utpictura 18                | Basilique Notre-Dame-des-Victoires de Paris            |
|         | Mythologie et allégories | Le Sacrifice d'Iphigénie partie d'une série                                                                            | 1757      | huile sur toile                                 | 426 × 613 cm | Utpictura 18                | Nouveau_Palais (Potsdam)                               |
|         | Mythologie et allégories | Neptune et Amymone | vers 1757 | huile sur papier sur bois esquisse préparatoire | 73 × 73 cm   | Base Joconde                | Paris, musée du Louvre                                 |
|         | Mythologie et allégories | Neptune et Amymone | 1757      | huile sur toile Carton de tapisserie            |              | Utpictura 18                | Musée des beaux-arts de Nice                           |
|         | Peinture religieuse      | La Conversion de Saint Hubert                                                                                          | 1758      | huile sur toile                                 | 270 × 180 cm | Inventaire du patrimoine    | Rambouillet, Église Saint-Lubin-et-Saint-Jean-Baptiste |
|         | Scènes de genre          | Baigneuses | 1759      | huile sur toile Carton de tapisserie            |              | Utpictura 18                | Collection particulière (New York) Daniel Wildenstein  |
|         | Mythologie et allégories | Jason et Médée | 1759      | huile sur toile                                 | 63 × 79 cm   | Bridgeman Images            | Musée des beaux-arts de Pau                            |
|         | Portraits                | Portrait de l’impératrice Élisabeth Petrovna (1709–1762)                                                               | 1760      | huile sur toile                                 | 146 × 113 cm |                             | Saint-Pétersbourg, musée de Peterhof                   |
|         | Mythologie et allégories | Mademoiselle Clairon en Médée                                                                                          | 1760      | huile sur toile                                 | 79 × 59 cm   | Utpictura 18                | Nouveau Palais (Potsdam)                               |
|         | Peinture religieuse      | L'Adoration des mages                                                                                                  | vers 1760 | huile sur toile                                 | 130 × 105 cm | Musée                       | Musée d'art du comté de Los Angeles                    |
|         | Portraits                | Portrait d'Innocente Guillemette de Rosnyvinen de Pire                                                                 | vers 1762 | huile sur toile                                 | 75 × 62 cm   | Base Joconde                | Musée des beaux-arts de Rennes                         |
|         | Mythologie et allégories | Les Trois grâces | vers 1763 | huile sur toile                                 | 58 × 46 cm   | Base Joconde                | Musée d'art du comté de Los Angeles                    |
|         | Mythologie et allégories | Les Arts implorant la Destinée d'épargner la vie de Mme de Pompadour                                                   | 1764      | huile sur toile                                 | 77 × 66 cm   | Musée                       | Pittsburgh, The Frick Art Museum                       |
|         | Peinture religieuse      | La Messe de Saint Grégoire première version                                                                            | 1764      | huile sur toile                                 | 100 × 82 cm  | Utpictura 18                | Musée des beaux-arts de Lyon                           |
|         | Peinture religieuse      | L'Apothéose de Saint Grégoire composition ronde                                                                        | 1765      | huile sur toile                                 | 99 × 98 cm   | Utpictura 18                | Saint-Pétersbourg, musée de l'Ermitage                 |
|         | Mythologie et allégories | Les Trois Grâces | 1765      | huile sur toile                                 | 250 × 204 cm | Musée                       | château de Chenonceau chambre de François Ier          |
|         | Peinture religieuse      | La Vierge bleue | 1765      | huile sur toile                                 |              |                             | Paris, Église Saint-Merri                              |

## Dates non documentées
| Tableau | Type                     | Titre                                                        | Date | Technique       | Dimensions   | Référence             | Lieu de conservation                    |
| ------- | ------------------------ | ------------------------------------------------------------ | ---- | --------------- | ------------ | --------------------- | --------------------------------------- |
|         | Peinture religieuse      | Saint Etienne martyr                                         |      | huile sur toile | 129 × 86 cm  | Base Joconde          | Musée des Beaux-Arts de Valenciennes    |
|         | Peinture religieuse      | Adoration des bergers                                        |      | huile sur toile | 66,1 × 55 cm | Musée                 | Musée des Beaux-Arts de Chartres        |
|         | Portraits                | Portrait de Jacques-Germain Soufflot (1714-1781)             |      | huile sur toile | 143 × 108 cm | Collection du château | château de Versailles                   |
|         | Mythologie et allégories | Le Repos de Diane                                            |      | huile sur toile | 65 × 81 cm   | Musée                 | Musée de l'Ermitage, Saint-Pétersbourg  |
|         | Portraits                | Portrait d'un gentilhomme identifié comme le Vicomte Bateman |      | huile sur toile | 80 × 65 cm   | Catalogue Christie's  | Collection privée Vente Christie's 2011 |
|         | Mythologie et allégories | Bacchus et Ariane                                            |      | huile sur toile | 109 × 140 cm | Catalogue Sotheby's   | Collection privée Vente Sotheby's 2016  |
|         | Mythologie et allégories | Vénus et Cupidon                                             |      | huile sur toile | 65 × 101 cm  | Catalogue Sotheby's   | Collection privée Vente Sotheby's 2007  |